# Чайковський Микола Петрович
Микола Петрович Чайковський (2 вересня 1922, с. Тарасівка, нині Жмеринського району Вінницької області, Україна — 2011, м. Тернопіль, Україна) — український дослідник і охоронець природи, науковець. Заслужений природоохоронець України (2001). Член-кореспондент АН України. Почесний член Українського товариства мисливців і рибалок (УТМР).

## Життєпис
Закінчив гірське училище у м. Нальчик (нині РФ), Львівський лісотехнічний інститут (1961, нині Національний лісотехнічний університет України), навчався на географічному факультеті Львівського університету.
Працював у геолого-пошукових партіях колишнього СРСР, 1941—1945 — у залізничних структурах у м. Станіслав (нині Івано-Франківськ).
У 1945—1949 — на різних посадах у лісгоспах в Івано-Франківській і Закарпатській областях. 1949—1965 — лісничий у Тернопільській області, 1965—1967 — голова Тернопільської обласної ради УТМР.
У 1967—1989 — старший інспектор Тернопільської обласної інспекції з охорони природи, від 1989 — заступник голови-начальник відділу охорони й раціонального використання землі, лісу, рослинних ресурсів і тваринного світу обласного комітету охорони природи, від 1990 — головний інспектор відділу охорони землі та лісів, від 1992 — головний інспектор, завідувач сектору заповідних територій, охорони і використання тваринного світу, рибних запасів державного управління, 1994 — старший державний інспектор-начальник відділу природно-заповідного фонду тваринного світу, 1995—1996 — завідувач архіву державного управління екологічної безпеки в Тернопільській області.
Обстежив понад 300 об'єктів і територій природно-заповідного фонду краю.

## Нагороди
- Бронзова медаль ВДНГ СРСР (1968).
- Почесний знак Комітету народного контролю СРСР «За активну роботу» (1976).
- Інші нагороди.

## Вшанування пам'яті
На будинку № 13 по вул. Винниченка в Тернополі встановлена пам'ятна таблиця з написом: 
| У цьому будинку проживав видатний український природодослідник та природоохоронець Микола Чайковський (1922-2011) |
На вшанування 100-літнього ювілею дня народження у ТОКМ змонтовано виставку «Микола Чайковський — заслужений природоохоронець України» та організовано проведення науково-краєзнавчої конференції «Суспільство і природа: від минулого до 
майбуття».

## Доробок
Автор книг «Пам'ятки природи Тернопільщини» (1977, Львів), «Дністровський каньйон» (1982, Львів), буклетів, наукових статей, реєстрів природно-заповідного фонду Тернопільської області.